# Tormenta tropical Bret (2011)
El 15 de julio, una vaguada ubicada al Noroeste del Atlántico se desplazó hacia el Sur asociada a un frente frío que se extendía hacia el Oeste desde Bermudas hasta Georgia, Estados Unidos. El frente produjo una gran área de lluvia liviana al Norte del mismo, mientras que su componente occidental se mantenía estacionario sobre el Noreste de Florida. Al día siguiente, un área de baja presión se desarrolló en superficie a lo largo del debilitamiento, al Norte de las islas Bahamas. Aunque inicialmente no presentaba flujo ciclónico y la presión atmosférica era relativamente alta, el sistema comenzó a organizarse a medida que la cizalladura vertical disminuía. A las 21:00 UTC del 17 de julio, el CNH anunciaba la formación de la depresión tropical Dos, ubicada a 160 km al noroeste de Gran Ábaco, Bahamas, luego de que un vuelo de los Cazadores de huracanes encontrara un centro de circulación cerrado.
Al estar ubicado en una zona de debilitamiento de la cresta subtropical, el ciclón derivó lentamente hacia el Sur en las primeras horas de su existencia. Al fortalecerse, se la nombró Tormenta tropical Bret, sólo tres horas después de su formación. Bret se desplazó entre la costa este de Estados Unidos y las islas Bermudas sin afectar zonas costeras, y se disipó el 22 de julio.